# Lijst van gemeentelijke monumenten in 't Goy
't Goy, onderdeel van de gemeente Houten, kent 35 gemeentelijke monumenten, hieronder een overzicht.
| Object                                              | Bouwjaar | Architect | Locatie                     | Coördinaten                   | Nr.       | Afbeelding                            |
| --------------------------------------------------- | -------- | --------- | --------------------------- | ----------------------------- | --------- | ------------------------------------- |
| Doorrijschuur De Laatste Stuyver                    |          |           | Beusichemseweg 22 Bij       | 52° 0' 47" NB, 5° 12' 2" OL   | 0321/008  | Doorrijschuur De Laatste Stuyver      |
| Klein landhuis Jagtrust                             |          |           | Beusichemseweg 31           | 52° 0' 38" NB, 5° 12' 12" OL  | 0321/010  | Klein landhuis Jagtrust               |
| Langhuisboerderij De Schone Hofstede                |          |           | Beusichemseweg 32           | 52° 0' 45" NB, 5° 12' 31" OL  | 0321/011a | Upload foto                           |
| Schuur                                              |          |           | Beusichemseweg 32 Bij       | 52° 0' 45" NB, 5° 12' 31" OL  | 0321/011b | Upload foto                           |
| Leilinde (Tilia x europaea)                         |          |           | Beusichemseweg 32 Bij       | 52° 0' 45" NB, 5° 12' 31" OL  | 0321/011c | Upload foto                           |
| Leilinde (Tilia x europaea)                         |          |           | Beusichemseweg 32 Bij       | 52° 0' 45" NB, 5° 12' 31" OL  | 0321/011d | Upload foto                           |
| Dwarshuisboerderij Oostrumhofstad                   |          |           | Beusichemseweg 49           | 51° 59' 58" NB, 5° 13' 12" OL | 0321/012a | Dwarshuisboerderij Oostrumhofstad     |
| Leilinde (Tilia x europaea)                         |          |           | Beusichemseweg 49 Bij       | 51° 59' 58" NB, 5° 13' 12" OL | 0321/012b | Upload foto                           |
| Leilinde (Tilia x europaea)                         |          |           | Beusichemseweg 49 Bij       | 51° 59' 58" NB, 5° 13' 12" OL | 0321/012c | Upload foto                           |
| Leilinde (Tilia x europaea)                         |          |           | Beusichemseweg 49 Bij       | 51° 59' 58" NB, 5° 13' 12" OL | 0321/012d | Upload foto                           |
| Leilinde (Tilia x europaea)                         |          |           | Beusichemseweg 49 Bij       | 51° 59' 58" NB, 5° 13' 12" OL | 0321/012e | Upload foto                           |
| Langhuisboerderij De Oosterlaak                     |          |           | Beusichemseweg 54           | 52° 0' 31" NB, 5° 13' 5" OL   | 0321/013  | Langhuisboerderij De Oosterlaak       |
| Kruiskerk met interieur R.K. Kerk O.L.V. Hemelvaart |          |           | Beusichemseweg 104          | 52° 0' 3" NB, 5° 13' 28" OL   | 0321/014a | Meer afbeeldingen                     |
| Hoofdstructuur van het kerkhof                      |          |           | Beusichemseweg 104 Bij      | 52° 0' 3" NB, 5° 13' 28" OL   | 0321/014b | Meer afbeeldingen                     |
| Christusbeeld                                       |          |           | Beusichemseweg 104 Bij      | 52° 0' 3" NB, 5° 13' 28" OL   | 0321/014c | Meer afbeeldingen                     |
| Altaarsteen                                         |          |           | Beusichemseweg 104 Bij      | 52° 0' 3" NB, 5° 13' 28" OL   | 0321/014d | Meer afbeeldingen                     |
| Pastoorsgraven                                      |          |           | Beusichemseweg 104 Bij      | 52° 0' 3" NB, 5° 13' 28" OL   | 0321/014e | Meer afbeeldingen                     |
| Villa                                               |          |           | Beusichemseweg 128          | 51° 59' 58" NB, 5° 13' 34" OL | 0321/015a | Villa                                 |
| Hekwerk                                             |          |           | Beusichemseweg 128 Bij      | 51° 59' 58" NB, 5° 13' 34" OL | 0321/015b | Hekwerk                               |
| Boerderij t Stenen kamertje                         |          |           | Groenedijkje 9              | 52° 0' 7" NB, 5° 12' 52" OL   | 0321/026  | Boerderij t Stenen kamertje           |
| Langhuisboerderij De Seys                           |          |           | Tiendweg 7                  | 52° 0' 30" NB, 5° 11' 41" OL  | 0321/154a | Langhuisboerderij De Seys             |
| Hekpaal                                             |          |           | Tiendweg 7 Bij              | 52° 1' 34" NB, 5° 12' 39" OL  | 0321/154b | Upload foto                           |
| Hekpaal                                             |          |           | Tiendweg 7 Bij              | 52° 1' 34" NB, 5° 12' 39" OL  | 0321/154c | Upload foto                           |
| Leilinde (Tilia x europaea)                         |          |           | Tiendweg 7 Bij              | 52° 1' 34" NB, 5° 12' 39" OL  | 0321/154d | Leilinde (Tilia x europaea)           |
| Leilinde (Tilia x europaea)                         |          |           | Tiendweg 7 Bij              | 52° 1' 34" NB, 5° 12' 39" OL  | 0321/154e | Leilinde (Tilia x europaea)           |
| Woonhuis t Schippershuis/den Aardakel               |          |           | Tiendweg 13-15              | 52° 0' 20" NB, 5° 11' 33" OL  | 0321/155  | Woonhuis t Schippershuis/den Aardakel |
| Langhuisboerderij Westreenen                        |          |           | Tuurdijk 16                 | 52° 0' 3" NB, 5° 14' 7" OL    | 0321/156a | Langhuisboerderij Westreenen          |
| Schuur                                              |          |           | Tuurdijk 16 Bij             | 52° 0' 3" NB, 5° 14' 7" OL    | 0321/156b | Upload foto                           |
| Koetshuis                                           |          |           | Wickenburghseweg 15-19a     | 52° 0' 18" NB, 5° 11' 59" OL  | 0321/178a | Koetshuis                             |
| Washuisje                                           |          |           | Wickenburghseweg 19-19a Bij | 52° 0' 18" NB, 5° 12' 1" OL   | 0321/178b | Upload foto                           |
| Schuur                                              |          |           | Wickenburghseweg 26 Bij     | 52° 0' 19" NB, 5° 12' 7" OL   | 0321/180a | Meer afbeeldingen                     |
| Tuinkas met muur                                    |          |           | Naast Wickenburghseweg 26   |                               | 0321/180b | Upload foto                           |
| Langhuisboerderij De Meern                          |          |           | Wickenburghseweg 23         | 52° 0' 15" NB, 5° 12' 13" OL  | 0321/179  | Langhuisboerderij De Meern            |
| Woonhuis                                            |          |           | Wickenburghseweg 35         | 52° 0' 8" NB, 5° 12' 33" OL   | 0321/181a | Woonhuis                              |
| School                                              |          |           | Wickenburghseweg 37         | 52° 0' 8" NB, 5° 12' 34" OL   | 0321/181b | School                                |